# Adil Rami
Adil Rami (Bastia, 27 dicembre 1985) è un ex calciatore francese di origine marocchina, di ruolo difensore. Con la nazionale francese è stato vicecampione d'Europa nel 2016 e si è laureato campione del mondo nel 2018.

## Caratteristiche tecniche
Impiegato inizialmente come centrocampista offensivo ai tempi del Fréjus, è stato spostato per necessità come difensore centrale per sostituire un compagno infortunato e da quel momento si è confermato al centro della difesa.

## Carriera

### Club

#### Inizi
Nato in Corsica da genitori marocchini, giovanissimo si trasferisce nella Francia continentale, a Fréjus. Inizia la sua carriera calcistica nel 1994, a 9 anni, quando entra nel club dilettantistico dell'Étoile Sportive Fréjusienne e, al termine degli studi, lavora anche per il municipio della città francese come meccanico. Dopo lo spostamento di ruolo da centrocampista a difensore, si conferma titolare nella nuova posizione con 30 partite giocate nel Championnat National. Nel 2006 gli viene offerta una settimana di prova dal Lilla, che lo acquista a titolo definitivo per 10.000 euro.

#### Lilla
Inserito nel settore giovanile, trascorre la maggior parte della stagione 2006-2007 con la formazione riserve del Lilla, fino ad essere aggregato alla prima squadra negli ultimi due mesi della stagione quando esordisce in Ligue 1 il 19 maggio 2007 contro Auxerre e disputa un'ulteriore partita il 26 maggio seguente contro il Rennes.
Confermato per la stagione 2007-2008, viene promosso in prima squadra con la maglia numero 23, e il 4 ottobre 2007 firma il prolungamento di contratto fino al 2011. Impiegato dall'allenatore Claude Puel come centrale di difesa a fianco del capitano Grégory Tafforeau, esordisce nella partita inaugurale contro il Lorient, terminata 0-0, venendo sostituito al 68' per un infortunio al ginocchio. Costretto a uno stop di tre mesi, al ritorno in campo si conferma come titolare della squadra, giocando 24 partite e contribuendo alla conquista del settimo piazzamento in Ligue 1. Il 22 luglio 2008, a stagione conclusa, il Lilla gli prolunga di un ulteriore anno il suo contratto.
Il 18 ottobre 2008 segna il suo primo gol da professionista contro i campioni uscenti del Lione; in occasione dell'ultima giornata segna una delle reti decisive nella vittoria per 3-2 sul Nancy, che ha decretato il quinto posto in classifica e la conseguente qualificazione della squadra all'Europa League. Il 30 luglio 2009 debutta in UEFA Europa League contro lo Sloboda Užice; il 25 febbraio 2010 segna il suo primo gol in ambito internazionale contro il Fenerbahçe. A fine stagione sono in tutto 49 le partite disputate con 5 reti.
Nella stagione seguente vince il campionato francese (36 presenze) e la Coppa di Francia (4 presenze, tra cui quella in finale contro il Paris Saint-Germain).

#### Valencia
Il 3 gennaio 2011 viene acquistato dal Valencia per 6 milioni di euro con un contratto quadriennale, rimanendo a Lilla fino alla fine della stagione. Il 13 giugno 2011, dopo aver sostenuto le visite mediche, viene confermata la sua firma fino al 2015.
Esordisce con la maglia del Valencia il 27 agosto 2011, in occasione della partita vinta per 4-3 sul Racing Santander, segnando anche il gol del momentaneo 2-3. Conclude la prima stagione in Spagna con all'attivo 53 presenze e 6 reti, 3 delle quali in Europa League che ne fanno il miglior realizzatore della propria squadra nella competizione. Sempre in quell'annata esordisce in UEFA Champions League nella partita del 13 settembre 2011 pareggiata 0-0 in casa del Genk.
Il 4 ottobre 2013 è stato sospeso senza stipendio per una settimana dal club spagnolo per le dichiarazioni contro l'allenatore e i compagni di squadra rilasciate alcuni giorni prima.

#### Milan
Il 16 ottobre 2013 il Milan si accorda con il Valencia per il prestito con diritto di riscatto del giocatore francese a partire dal 3 gennaio 2014; Rami ottiene dalla società spagnola il permesso di allenarsi subito con quella italiana in attesa che possa essere tesserato alla riapertura invernale del calciomercato. Debutta con la maglia rossonera il 6 gennaio 2014, in occasione della partita vinta per 3-0 contro l'Atalanta, mentre realizza la sua prima rete in Serie A il 1º febbraio seguente, nel corso dell'incontro casalingo pareggiato per 1-1 contro il Torino. Conclude i sei mesi di prestito con il Milan con 22 presenze e tre gol.
Il 12 luglio 2014 i rossoneri ed il Valencia trovano un accordo per il trasferimento a titolo definitivo di Rami al Milan, con il giocatore che firma un contratto triennale. Segna il suo primo gol nella stagione 2014-2015 il 28 settembre seguente, in occasione della partita pareggiata per 1-1 contro il Cesena.

#### Siviglia e Marsiglia
Il 1º luglio 2015 il Siviglia annuncia l'accordo con il Milan per il passaggio a titolo definitivo di Rami per 3,5 milioni di euro alla squadra andalusa. Il calciatore firma un contratto quadriennale fino al 30 giugno 2019. L'11 agosto 2015 perde la partita di Supercoppa UEFA contro il Barcellona per 5-4. Il 18 maggio 2016 si aggiudica con il Siviglia la sua prima Europa League.
Il 13 luglio 2017 si trasferisce per 6 milioni di euro all'Olympique Marsiglia, con cui firma un contratto quadriennale. Con il club francese raggiunge la finale dell'Europa League 2017-2018, persa a Lione contro l'Atlético Madrid.
Il 13 agosto 2019 viene licenziato dal club per aver finto un infortunio al fine di partecipare ad una trasmissione televisiva.

#### Fenerbahçe e Soči
Il 27 agosto 2019 firma da svincolato con il Fenerbahçe, dove trascorre una stagione, pur collezionando una sola presenza in campionato e sei in coppa nazionale.
Il 22 febbraio 2020, rescisso il contratto con il club turco, si accorda con il Soči, squadra militante nella Prem'er-Liga russa. Il 27 maggio 2020, senza essere mai sceso in campo con il Soči, rescinde il contratto con il club russo, a causa del mancato pagamento dello stipendio per via dell'emergenza COVID-19.

#### Boavista e Troyes
Dopo essere rimasto svincolato, il 4 settembre 2020 vola in Portogallo e firma un contratto di due anni con il Boavista. Il 29 luglio 2021 rescinde il suo contratto con il club lusitano.
Il 24 agosto 2021, Rami torna in Francia, firmando un contratto di una stagione per il Troyes, neopromosso in Ligue 1. Dopo aver collezionato 17 presenze e 3 gol lungo la sua prima stagione con il club, nel luglio 2022 rinnova il proprio contratto per un'altra annata, fino al 30 giugno 2023.
Lungo il campionato successivo, il difensore veste la fascia di capitano della squadra e mette a referto altre 20 presenze, anche se la squadra non riesce ad evitare la retrocessione in Ligue 2. Al termine della stagione, Rami non rinnova il proprio contratto con la società, lasciando così il Troyes dopo due anni.

### Nazionale

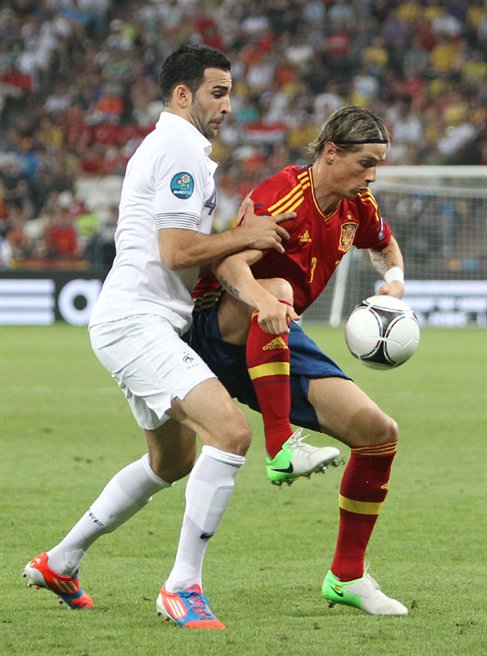
Rami contrasta Fernando Torres durante la sfida Spagna-Francia al

Prima di guadagnare una chiamata dalla nazionale francese, nel 2008 gli viene proposto da parte di Henri Michel, CT della nazionale di calcio del Marocco, la possibilità di giocare con la Nazione dei suoi genitori nella Coppa d'Africa. Rami declina la proposta citando la sua ambizione di giocare per la Nazionale francese.
Il 20 marzo 2008 riceve la sua prima convocazione: viene informato con una telefonata dal suo compagno di squadra e capitano del Lilla Rio Mavuba, ma Rami prende il tutto come uno scherzo. La chiamata viene, infatti, considerata sorprendente da parte dei media francesi e dei sostenitori di Rami perché il giocatore aveva troppa poca esperienza.
Fa parte della squadra B guidata da Raymond Domenech nell'amichevole contro il Mali il 25 marzo 2008. Visto che la partita non era giocata dalla Nazionale maggiore francese, Rami viene nuovamente convocato dal Marocco dal nuovo CT Roger Lemerre, questa volta per l'amichevole contro la Repubblica Ceca dell'11 febbraio 2009. Rami rifiuta di nuovo la proposta e il 15 marzo 2009 viene chiamato nuovamente da Lemerre per la partita di qualificazioni ai Mondiali 2010 contro il Gabon. Rami, per la terza volta, rifiuta la proposta e accetta invece la chiamata della Francia per la partita di qualificazione al Mondiale contro la Lituania. Domenech lo inserisce nella lista preliminare dei 30 giocatori convocati per la fase finale del Mondiale 2010 in Sudafrica, ma viene poi escluso dai 23 finali.
Esordisce con i Bleus sotto la guida di Laurent Blanc, che lo schiera nella partita amichevole contro la Norvegia dell'11 agosto 2010. Con Blanc diventa titolare della difesa transalpina, e segna il primo gol con la maglia della Nazionale francese il 27 maggio 2012 realizzando la rete del definitivo 3-2 nell'amichevole contro l'Islanda. Viene convocato per gli Europei 2012 in Polonia e Ucraina, dove disputa da titolare tutte le 4 partite della propria selezione. Viene convocato per gli Europei 2016 in Francia, in sostituzione dell'infortunato Raphaël Varane.
Partecipa anche al Mondiale 2018 in Russia rimpiazzando ancora una volta un giocatore infortunato (Laurent Koscielny in questo caso), e al termine della manifestazione, pur non avendo giocato nessuna partita, si laurea campione del mondo. Al termine della manifestazione annuncia il suo ritiro dalla Nazionale, salvo poi ripensarci e accettare una chiamata in settembre.

## Statistiche

### Presenze e reti nei club
Statistiche aggiornate al 9 aprile 2023.
| Stagione            | Squadra             | Campionato          | Campionato | Campionato | Coppe nazionali | Coppe nazionali | Coppe nazionali | Coppe continentali | Coppe continentali | Coppe continentali | Altre coppe | Altre coppe | Altre coppe | Totale | Totale |
| Stagione            | Squadra             | Comp                | Pres       | Reti       | Comp            | Pres            | Reti            | Comp               | Pres               | Reti               | Comp        | Pres        | Reti        | Pres   | Reti   |
| ------------------- | ------------------- | ------------------- | ---------- | ---------- | --------------- | --------------- | --------------- | ------------------ | ------------------ | ------------------ | ----------- | ----------- | ----------- | ------ | ------ |
| 2003-2004           | Fréjus              | CFA                 | 4          | 0          | -               | -               | -               | -                  | -                  | -                  | -           | -           | -           | 4      | 0      |
| 2004-2005           | Fréjus              | CFA                 | 24         | 0          | -               | -               | -               | -                  | -                  | -                  | -           | -           | -           | 24     | 0      |
| 2005-2006           | Fréjus              | CFA                 | 30         | 0          | -               | -               | -               | -                  | -                  | -                  | -           | -           | -           | 30     | 0      |
| Totale Fréjus       | Totale Fréjus       | Totale Fréjus       | 58         | 0          |                 | -               | -               |                    | -                  | -                  | -           | -           | -           | 58     | 0      |
| 2006-2007           | Lilla 2             | CFA                 | 27         | 0          | -               | -               | -               | -                  | -                  | -                  | -           | -           | -           | 27     | 0      |
| 2006-2007           | Lilla               | L1                  | 2          | 0          | CF+CdL          | 0               | 0               | UCL                | 0                  | 0                  | -           | -           | -           | 2      | 0      |
| 2007-2008           | Lilla               | L1                  | 24         | 0          | CF+CdL          | 3+0             | 0               | -                  | -                  | -                  | -           | -           | -           | 27     | 0      |
| 2008-2009           | Lilla               | L1                  | 33         | 5          | CF+CdL          | 4+1             | 0               | -                  | -                  | -                  | -           | -           | -           | 38     | 5      |
| 2009-2010           | Lilla               | L1                  | 34         | 3          | CF+CdL          | 0+2             | 0+1             | UEL                | 13                 | 1                  | -           | -           | -           | 49     | 5      |
| 2010-2011           | Lilla               | L1                  | 36         | 0          | CF+CdL          | 4+2             | 0               | UEL                | 5                  | 0                  | -           | -           | -           | 47     | 0      |
| Totale Lilla        | Totale Lilla        | Totale Lilla        | 129        | 8          |                 | 16              | 1               |                    | 18                 | 1                  |             | -           | -           | 163    | 10     |
| 2011-2012           | Valencia            | PD                  | 33         | 2          | CR              | 7               | 0               | UCL+UEL            | 6+7                | 1+3                | -           | -           | -           | 53     | 6      |
| 2012-2013           | Valencia            | PD                  | 25         | 0          | CR              | 5               | 1               | UCL                | 6                  | 1                  | -           | -           | -           | 36     | 2      |
| 2013-gen. 2014      | Valencia            | PD                  | 3          | 0          | CR              | 0               | 0               | UEL                | 1                  | 0                  | -           | -           | -           | 4      | 0      |
| Totale Valencia     | Totale Valencia     | Totale Valencia     | 61         | 2          |                 | 12              | 1               |                    | 20                 | 5                  |             | -           | -           | 93     | 8      |
| gen.-giu. 2014      | Milan               | A                   | 18         | 3          | CI              | 2               | 0               | UCL                | 2                  | 0                  | -           | -           | -           | 22     | 3      |
| 2014-2015           | Milan               | A                   | 21         | 1          | CI              | 1               | 0               | -                  | -                  | -                  | -           | -           | -           | 22     | 1      |
| Totale Milan        | Totale Milan        | Totale Milan        | 39         | 4          |                 | 3               | 0               |                    | 2                  | 0                  |             | -           | -           | 44     | 4      |
| 2015-2016           | Siviglia            | PD                  | 28         | 0          | CR              | 6               | 2               | UCL+UEL            | 4+7                | 0+1                | SU          | 1           | 0           | 46     | 3      |
| 2016-2017           | Siviglia            | PD                  | 21         | 0          | CR              | 3               | 0               | UCL                | 7                  | 0                  | SS+SU       | 1+1         | 0           | 33     | 0      |
| Totale Siviglia     | Totale Siviglia     | Totale Siviglia     | 49         | 0          |                 | 9               | 2               |                    | 18                 | 1                  |             | 3           | 0           | 79     | 3      |
| 2017-2018           | Olympique Marsiglia | L1                  | 33         | 1          | CF+CdL          | 3+0             | 0               | UEL                | 18                 | 1                  | -           | -           | -           | 54     | 2      |
| 2018-2019           | Olympique Marsiglia | L1                  | 16         | 1          | CF+CdL          | 0+1             | 0               | UEL                | 4                  | 0                  | -           | -           | -           | 21     | 1      |
| Totale O. Marsiglia | Totale O. Marsiglia | Totale O. Marsiglia | 49         | 2          |                 | 4               | 0               |                    | 22                 | 1                  |             | -           | -           | 75     | 3      |
| 2019-gen. 2020      | Fenerbahçe          | SL                  | 1          | 0          | TK              | 6               | 0               | -                  | -                  | -                  | -           | -           | -           | 7      | 0      |
| feb.-mag. 2020      | Soči                | PL                  | 0          | 0          | CR              | 0               | 0               | -                  | -                  | -                  | -           | -           | -           | 0      | 0      |
| 2020-2021           | Boavista            | PL                  | 22         | 0          | CP+CdL          | 0+0             | 0               | -                  | -                  | -                  | -           | -           | -           | 22     | 0      |
| ago 2021-2022       | Troyes              | L1                  | 17         | 3          | CF              | 1               | 0               | -                  | -                  | -                  | -           | -           | -           | 18     | 3      |
| 2022-2023           | Troyes              | L1                  | 20         | 0          | CF              | 1               | 0               | -                  | -                  | -                  | -           | -           | -           | 21     | 0      |
| Totale Troyes       | Totale Troyes       | Totale Troyes       | 37         | 3          |                 | 2               | 0               |                    | -                  | -                  |             | -           | -           | 39     | 3      |
| Totale carriera     | Totale carriera     | Totale carriera     | 471        | 19         |                 | 52              | 4               |                    | 80                 | 8                  |             | 3           | 0           | 606    | 31     |

### Cronologia presenze e reti in nazionale
| Cronologia completa delle presenze e delle reti in nazionale ― Francia | Cronologia completa delle presenze e delle reti in nazionale ― Francia | Cronologia completa delle presenze e delle reti in nazionale ― Francia | Cronologia completa delle presenze e delle reti in nazionale ― Francia | Cronologia completa delle presenze e delle reti in nazionale ― Francia | Cronologia completa delle presenze e delle reti in nazionale ― Francia | Cronologia completa delle presenze e delle reti in nazionale ― Francia | Cronologia completa delle presenze e delle reti in nazionale ― Francia |
| Data                                                                   | Città                                                                  | In casa                                                                | Risultato                                                              | Ospiti                                                                 | Competizione                                                           | Reti                                                                   | Note                                                                   |
| ---------------------------------------------------------------------- | ---------------------------------------------------------------------- | ---------------------------------------------------------------------- | ---------------------------------------------------------------------- | ---------------------------------------------------------------------- | ---------------------------------------------------------------------- | ---------------------------------------------------------------------- | ---------------------------------------------------------------------- |
| 11-8-2010                                                              | Oslo                                                                   | Norvegia                                                               | 2 – 1                                                                  | Francia                                                                | Amichevole                                                             | -                                                                      |                                                                        |
| 3-9-2010                                                               | Saint-Denis                                                            | Francia                                                                | 0 – 1                                                                  | Bielorussia                                                            | Qual. Euro 2012                                                        | -                                                                      |                                                                        |
| 7-9-2010                                                               | Sarajevo                                                               | Bosnia ed Erzegovina                                                   | 0 – 2                                                                  | Francia                                                                | Qual. Euro 2012                                                        | -                                                                      |                                                                        |
| 9-10-2010                                                              | Saint-Denis                                                            | Francia                                                                | 2 – 0                                                                  | Romania                                                                | Qual. Euro 2012                                                        | -                                                                      |                                                                        |
| 12-10-2010                                                             | Longeville-lès-Metz                                                    | Francia                                                                | 2 – 0                                                                  | Lussemburgo                                                            | Qual. Euro 2012                                                        | -                                                                      | 42’                                                                    |
| 17-11-2010                                                             | Londra                                                                 | Inghilterra                                                            | 1 – 2                                                                  | Francia                                                                | Amichevole                                                             | -                                                                      |                                                                        |
| 9-2-2011                                                               | Saint-Denis                                                            | Francia                                                                | 1 – 0                                                                  | Brasile                                                                | Amichevole                                                             | -                                                                      |                                                                        |
| 25-3-2011                                                              | Lussemburgo                                                            | Lussemburgo                                                            | 0 – 2                                                                  | Francia                                                                | Qual. Euro 2012                                                        | -                                                                      |                                                                        |
| 29-3-2011                                                              | Saint-Denis                                                            | Francia                                                                | 0 – 0                                                                  | Croazia                                                                | Amichevole                                                             | -                                                                      | 90+6’                                                                  |
| 3-6-2011                                                               | Minsk                                                                  | Bielorussia                                                            | 1 – 1                                                                  | Francia                                                                | Qual. Euro 2012                                                        | -                                                                      | 19’                                                                    |
| 9-6-2011                                                               | Varsavia                                                               | Polonia                                                                | 0 – 1                                                                  | Francia                                                                | Amichevole                                                             | -                                                                      | 27’                                                                    |
| 6-9-2011                                                               | Bucarest                                                               | Romania                                                                | 0 – 0                                                                  | Francia                                                                | Qual. Euro 2012                                                        | -                                                                      |                                                                        |
| 7-10-2011                                                              | Saint-Denis                                                            | Francia                                                                | 3 – 0                                                                  | Albania                                                                | Qual. Euro 2012                                                        | -                                                                      | 75’                                                                    |
| 11-10-2011                                                             | Saint-Denis                                                            | Francia                                                                | 1 – 1                                                                  | Bosnia ed Erzegovina                                                   | Qual. Euro 2012                                                        | -                                                                      |                                                                        |
| 11-11-2011                                                             | Saint-Denis                                                            | Francia                                                                | 1 – 0                                                                  | Stati Uniti                                                            | Amichevole                                                             | -                                                                      |                                                                        |
| 15-11-2011                                                             | Saint-Denis                                                            | Francia                                                                | 0 – 0                                                                  | Belgio                                                                 | Amichevole                                                             | -                                                                      |                                                                        |
| 29-2-2012                                                              | Brema                                                                  | Germania                                                               | 1 – 2                                                                  | Francia                                                                | Amichevole                                                             | -                                                                      |                                                                        |
| 27-5-2012                                                              | Valenciennes                                                           | Francia                                                                | 3 – 2                                                                  | Islanda                                                                | Amichevole                                                             | 1                                                                      |                                                                        |
| 31-5-2012                                                              | Reims                                                                  | Francia                                                                | 2 – 0                                                                  | Serbia                                                                 | Amichevole                                                             | -                                                                      | 72’                                                                    |
| 5-6-2012                                                               | Le Mans                                                                | Francia                                                                | 4 – 0                                                                  | Estonia                                                                | Amichevole                                                             | -                                                                      |                                                                        |
| 11-6-2012                                                              | Donec'k                                                                | Francia                                                                | 1 – 1                                                                  | Inghilterra                                                            | Euro 2012 - 1º turno                                                   | -                                                                      |                                                                        |
| 15-6-2012                                                              | Donec'k                                                                | Ucraina                                                                | 0 – 2                                                                  | Francia                                                                | Euro 2012 - 1º turno                                                   | -                                                                      |                                                                        |
| 19-6-2012                                                              | Kiev                                                                   | Svezia                                                                 | 2 – 0                                                                  | Francia                                                                | Euro 2012 - 1º turno                                                   | -                                                                      |                                                                        |
| 23-6-2012                                                              | Donec'k                                                                | Spagna                                                                 | 2 – 0                                                                  | Francia                                                                | Euro 2012 - Quarti di finale                                           | -                                                                      |                                                                        |
| 6-2-2013                                                               | Saint-Denis                                                            | Francia                                                                | 1 – 2                                                                  | Germania                                                               | Amichevole                                                             | -                                                                      | 46’                                                                    |
| 9-6-2013                                                               | Porto Alegre                                                           | Brasile                                                                | 3 – 0                                                                  | Francia                                                                | Amichevole                                                             | -                                                                      |                                                                        |
| 30-5-2016                                                              | Nantes                                                                 | Francia                                                                | 3 – 2                                                                  | Camerun                                                                | Amichevole                                                             | -                                                                      |                                                                        |
| 4-6-2016                                                               | Longeville-lès-Metz                                                    | Francia                                                                | 3 – 0                                                                  | Scozia                                                                 | Amichevole                                                             | -                                                                      |                                                                        |
| 10-6-2016                                                              | Saint-Denis                                                            | Francia                                                                | 2 – 1                                                                  | Romania                                                                | Euro 2016 - 1º turno                                                   | -                                                                      |                                                                        |
| 15-6-2016                                                              | Marsiglia                                                              | Francia                                                                | 2 – 0                                                                  | Albania                                                                | Euro 2016 - 1º turno                                                   | -                                                                      | 46’                                                                    |
| 19-6-2016                                                              | Lilla                                                                  | Svizzera                                                               | 0 – 0                                                                  | Francia                                                                | Euro 2016 - 1º turno                                                   | -                                                                      | 25’                                                                    |
| 26-6-2016                                                              | Lione                                                                  | Francia                                                                | 2 – 1                                                                  | Irlanda                                                                | Euro 2016 - Ottavi di finale                                           | -                                                                      | 44’                                                                    |
| 15-11-2016                                                             | Lens                                                                   | Francia                                                                | 0 – 0                                                                  | Costa d'Avorio                                                         | Amichevole                                                             | -                                                                      |                                                                        |
| 28-5-2018                                                              | Saint-Denis                                                            | Francia                                                                | 2 – 0                                                                  | Irlanda                                                                | Amichevole                                                             | -                                                                      |                                                                        |
| 1-6-2018                                                               | Nizza                                                                  | Francia                                                                | 3 – 1                                                                  | Italia                                                                 | Amichevole                                                             | -                                                                      |                                                                        |
| 20-11-2018                                                             | Saint-Denis                                                            | Francia                                                                | 1 – 0                                                                  | Uruguay                                                                | Amichevole                                                             | -                                                                      |                                                                        |
| Totale                                                                 |                                                                        | Presenze                                                               | 36                                                                     |                                                                        | Reti                                                                   | 1                                                                      |                                                                        |

## Palmarès

### Club

#### Competizioni nazionali
- Campionato francese: 1

Lilla: 2010-2011
- Coppa di Francia: 1

Lilla: 2010-2011

#### Competizioni internazionali
- UEFA Europa League: 1

Siviglia: 2015-2016

### Nazionale
- Campionato mondiale: 1

Russia 2018

### Individuale
- Squadra della stagione della UEFA Europa League: 1

2015-2016